# Terra Nostra
Terra Nostra egy 1999 és 2000 között bemutatott brazil telenovella, amit a Globo készített. Magyarországon az RTL KLUB sugározta először 2001-ben.

## Történet
A történet a 19. század végén játszódik Brazíliában. Miután eltörlik a rabszolgaságot, hatalmas munkaerőhiány keletkezik a kávéültetvényeken és a mezőgazdaságban. Ekkor a brazil állam úgy dönt bevándorlótelepeket hoz létre, ahova európai bevándorlók mehetnek. A történet központjában a Brazíliába bevándorló olaszok vannak.
Az olaszok a jobb élet és munka reményében vándorolnak ki Brazíliába. A történet elején Giuliana és Matteo egy Brazíliába tartó hajón ismerkednek meg. Első látásra beleszeretnek egymásba és közös életet terveznek, ám számos akadállyal kell szembenézniük és a hajón tragédia történik: járvány tör ki, meghalnak Giuliana és Matteo szülei.
Ráadásul ahogy lehorgonyoznak Brazíliában, a sors teljesen más utat szán Giulianának és Matteónak: Giuliana, a milliomos bankár, Francesco Magliano otthonába kerül, aki néhai szülei jóbarátja volt. Francesco felesége Jeanette, egy kapzsi és arrogáns nő, fia Marco Antonio egy bonviván férfi.
Matteo ezzel szemben Gumercindo kávéültetvényén lesz munkás. Gumercindo egy kávébáró, akinek felesége Maria do Socorro. Habár Angélica lányát nagyon szereti, a másik lányával Rosanával rosszul bánik.
Marco Anotnio – Francesco fia – őrülten beleszeret Giulianába, aki visszautasítja a férfi közeledését, hiszen egyetlen célja, hogy igaz szerelmét, Matteót megtalálja. Azonban mikor Giuliana megtudja, hogy Matteónak fia születik, Marco Antonio kihasználja az alkalmat, megkéri Giuliana kezét, amire a lány félelemből igent mond.

## Szereplők
| Színész(nő)             | Szerep                      | Magyar hang     |
| ----------------------- | --------------------------- | --------------- |
| Antônio Fagundes        | Gumercindo Telles de Aranha | Papp János      |
| Raul Cortez             | Francesco Magliano          | Barbinek Péter  |
| Ana Paula Arósio        | Giuliana Esplendore         | Zsigmond Tamara |
| Thiago Lacerda          | Mateo Batistela             | Dózsa Zoltán    |
| Paloma Duarte           | Angélica                    | Roatis Andrea   |
| Carolina Kasting        | Rosana                      | Madarász Éva    |
| Odilon Wagner           | Altino Neves Marcondes      | F. Nagy Zoltán  |
| Jackson Antunes         | Antenor                     |                 |
| José Dumont             | Batista                     |                 |
| Gésio Amadeu            | Damiao                      |                 |
| Maria Fernanda Candido  | Paola                       |                 |
| Adriana Lessa           | Naná                        | Kocsis Mariann  |
| Elias Gleizer           | Padre Olavo                 |                 |
| Fernanda Muniz          | Luiza                       | Csampisz Ildikó |
| Tânia Bondezan          | Mariana                     | Tóth Judit      |
| Sônia Zagury            | Antonia                     |                 |
| Mário César Camargo     | Anacleto                    | Rudas István    |
| Lu Grimaldi             | Leonora Migliavacca         | Csere Ágnes     |
| Débora Olivieri         | Ines                        | Koffler Gizella |
| André Luiz Miranda      | Tiziu                       |                 |
| Roberto Bonfim          | Justino                     |                 |
| Ângela Vieria           | Janete Magliano             | Ősi Ildikó      |
| Débora Duarte           | Maria do Socorro            | Bessenyei Emma  |
| Bete Mendes             | Ana Esplendore              |                 |
| Gianfrancesco Guarnieri | Giulio Esplendore           |                 |
| Antonio Calloni         | Bartolo Migliavacca         | Bácskai János   |
| Adhenor de Souza        | Juvenal                     |                 |
| Marcello Antony         | Marco Antonio Magliano      | Holl Nándor     |
| Arlete Salles           | Irma Letícia                |                 |
| Ilva Nino               | Irma Teresa                 |                 |
| Fábio Dias              | Amadeo                      |                 |
| Gartano Rotundo George  | Oliveira Martins            |                 |
| Giovanni Ricobene       |                             |                 |
| Gino Rutiion            |                             |                 |
| Márcio Copetii          |                             |                 |
| Milton de A. Wanderley  |                             |                 |
| Antonio Abujamra        | Coutinho Abreu              |                 |
| Juan Alba               | Josué                       | Schnell Ádám    |
| Chico Anysio            | Barao Josué Medeiros        |                 |
| Eduardo Arbex           | Alfaiate                    |                 |
| Guilherme Bernard       | José Alceu                  |                 |
| Roberto Bomtempo        | Delegado Heriberto          |                 |
| José Augusto Branco     | Médico do navio             |                 |
| Francisco Carvalho      | Charreteiro                 |                 |
| Bianca Castanho         | Florinda                    |                 |
| Dil Costa               | Nana anyja                  | Bókai Mária     |
| Paulo de Almeida        | Toninho                     |                 |
| Raymundo de Souza       | Renato                      |                 |
| Osmar Di Piere          | Capeleo                     |                 |
| Jorge Ferruti           | Januário                    |                 |
| Paulo Figueiredo        | Comandante                  |                 |
| Antônio Galleao         |                             |                 |
| Lafayette Galvao        | Cesquim                     |                 |
| Carlos Landucci         |                             |                 |
| Duda Mamberti           | Sócio de Francesco Magliano |                 |
| Danton Mello            | Bruno                       |                 |
| Fernando Peixoto        |                             |                 |
| Alberto Pérez           | Sócio de Francesco          |                 |
| Cláudia Raia            | Hortencia                   |                 |
| Reinaldo Renzo          | Oficial                     |                 |
| Lolita Rodrigues        | Dolores                     |                 |
| Tarciana Saade          | Matilde                     | Kiss Virág      |
| Sérgio Viotti           | Ivan Maurício               |                 |
| Felipe Wagner           | Sócio de Francesco          |                 |